# Pinule de centrage
Ne doit pas être confondu avec Pinnule.
Une (ou un) pinule de centrage est un dispositif technique qui permet de réaliser l’alignement de l’axe d’un outil avec la face d’une pièce à usiner.

## Machines concernée
Comme la broche porte-outil doit avoir un mouvement de rotation, les machines-outils concernées sont :
- Fraiseuse
- Aléseuse
- Perceuse

## Types de pinules

### Pinule mécanique
La plus simple, composée de deux parties tenues en contact l’une par rapport à l’autre par un ressort interne. Une partie est montée dans la broche de la machine et l’autre partie comporte une pige au diamètre très précis.
- Fonctionnement (voir schéma)[Lequel ?] :
  - Rep. 1 : la partie A est montée dans la broche de la machine qui doit tourner à 500 tr/min environ. La partie B, portant la pige, est légèrement excentrée par rapport à A. La pièce C, montée sur la table de la machine est approchée lentement en contact avec B.
  - Rep. 2 : la pièce C est approchée très lentement pour aligner les axes de A et de B,
  - Rep. 3 : Quand la pièce B dévie, l’axe de A est écarté de la surface palpée d'une distance égale au rayon de la pige. La précision de la mesure peut atteindre 0,003 mm (3µm)[réf. nécessaire].

### Pinule électronique
La pinule électronique fonctionne par contact électrique entre la machine et la pièce à référencer. La pige de palpage, le plus souvent sphérique, est montée sur ressort de protection pour prévenir des chocs. Comme pour la pinule mécanique, la pièce est avancée lentement et au contact avec la pièce un témoin lumineux indique que la position idéale est atteinte après avoir déplacé la broche de la valeur du rayon de la sphère.

## Pige de palpage
Les piges, généralement d’un diamètre de 10 ou 4 mm sont soit de formes cylindriques soit de formes sphériques. D’autres formes peuvent être envisagées pour des travaux spéciaux.